# Agrochemikalia
Agrochemikalia, chemikalia rolnicze – środki i substancje chemiczne stosowane w rolnictwie. Zaliczane są do nich m.in.:
- nawozy mineralne
- regulatory wzrostu roślin
- dodatki paszowe (np. konserwanty, detoksykanty, koncentraty paszowe, premiksy, hormony, antybiotyki, probiotyki, kokcydiostatyki, antyoksydanty, enzymy, aminokwasy syntetyczne, witaminy, substancje pigmentujące i dezodoranty paszowe)
- pestycydy, które oprócz zwalczania agrofagów, mogą działać toksycznie na organizmy pożyteczne, obojętne, a także na człowieka. Część środków ochrony roślin wykazuje trwałość w glebie, co sprzyja ich akumulacji w roślinach i zwierzętach, a następnie w organizmie człowieka, gdzie mogą się odkładać w tkankach i narządach, wywołując objawy chorobowe.

Nadmierne stosowanie agrochemikaliów może prowadzić do zaburzeń równowagi jonowej w glebie, skutkując niedoborem lub nadmiarem niektórych pierwiastków. Przykładowo, przenawożenie azotem może powodować deficyt fosforu, wapnia i magnezu, co prowadzi do zaburzeń fizjologicznych u zwierząt i ludzi.